# Afroamericans de Sierra Leone
Els Colons de Nova Escòcia o afroamericans de Sierra Leone o Criolls de Sierra Leone són un grup humà que prové dels afroamericans que van escapar de l'imperi britànic durant la Guerra d'Independència dels Estats Units. Thomas Jefferson es va referir a aquest poble com els "fugitius d'aquests Estats". A prop dels dos terços dels colons de Nova Escòcia eren de Virgínia; el segon grup més important de colons eren de Carolina del Sud i hi havia un nombre més petits de persones de Maryland, Geòrgia i Carolina del Nord. A Sierra Leone, els afroamericans es diferenciaven clarament dels altres grups ètnics a causa dels seu accent americà; molts d'ells parlaven Gullah, que és una llengua comuna a les illes de Geòrgia i de Carolina del Sud.
Els Nova Escocesos van tenir una gran influència en el desenvolupament de Sierra Leone i el seu llegat encara és ben viu avui en dia. Alguns dels seus descendents viuen a Settler Town, on hi ha el 7% dels criolls de Sierra Leone (o kriol) (un altre nom que reben els afroamericans d'aquest estat africà). Tots els criolls eren esclaus o descendents d'esclaus, almenys tots els que provenien de les colònies americanes, així com alguns del nou estat dels Estats Units. Els colons de Nova Escòcia han estat objecte de molts estudis i llibres de ciències socials, i són considerats els fundadors de la primera colònia lliure d'afroamericans a Àfrica. Aquests van portar l'Amèrica a Àfrica i, tot i ser el segon grup d'antics esclaus a assentar-se a Sierra Leone, van ser considerats els més influents. Els colons "originals", del 1787, és un terme reservat només als que provenen dels colons originals. Posteriorment, durant el segle xx, el terme "colons" també es referirà a tots els immigrants o residents e Settler Town.

## Orígens i immigració de Nova Escòcia
Després que els britànics van perdre la Guerra d'Independència dels EStats Units, 3000 afroamericans foren evacuats de Nova Escòcia i els seus noms són recordats en el Llibre de Negres. La majoria dels colons havien viscut a Amèrica durant dues, tres o quatre generacions. Alguns dels colons tenien ancestres indígenes americans o europeus. Molts negres de Nova Escòcia es van casar amb europeus mentre vivien a Sierra Leone. La ideologia política dels Novaescocesos sobre un govern democràtic estava en contra de la imperialista Companyia de Sierra Leone. Avui en dia, els afroamericans són considerats els fundadors de Sierra Leone i Libèria.

## Vida a Nova Escòcia
A Nova Escòcia, els colons eren tractats pèssimament, com esclaus. Els seus descendents comprenen també els novaescocesos negres, un contingent de canadencs negres. El 1792, aproximadament uns 1200 afroamericans van abandonar Halifax, a Nova Escòcia i van emigrar a Sierra Leone. Els colons parlen Gullah i anglès afroamericà. els novaescocesos eren l'únic grup massiu d'afroamericans que van emirar a Sierra Leone sota els auspicis dels britànics; a més, es va decidir que, a causa de l'actitud dels novaescocesos, no es provocaria la immigració d'altres grups importants a Sierra Leone.

## Immigració a Sierra Leone
Alguns afroamericans van decidir no emigrar a Sierra Leone, els seus descendents van esdevenir els afronovaescocesos/canadencs negres. el gener del 1792 quinze vaixells van sortir del port de Halifax i van arribar el març del mateix any.

## Settler Town
El 1792, quan van arribar a Sierra Leone es va establir la població de Settler Town, a prop d'on vivien els afroamericans del sud dels Estats Units. Aquesta ciutat era propera a Cline Town. L'església principal dels novaescocesos també estava a Settler Town, que era una de les principals esglésies metodistes. Moltes famílies novaescoceses foren forçats a vendre les seves teres a causa dels deutes: famílies com els Balls, els Burdens, els Chambers, els Dixons, els Georges (descendents de David George), els Keelings, els Leighs, els Moores, els Peters (descendents de Thomas Peters), els Prestons, els Snowballs, els Staffords, els Turners, els Willoughsby, els Zizers, els Williams i els Goodings.

## Relacions amb els colons de Granville
Els colons de Granville Town (Cline Town, Sierra Leone), primer estaven separats de la comunitat novaescocesa. Després, a causa de la intervenció de l'església metodista, es van anar incorporant a la societat afroamericana dels novaescocesos. Els novaescocesos foren professors dels nens de Granville Town.

## Atac francès
Durant la guerra francesa contra Anglaterra, els francesos van atacar i cremar Freetown. Els novaescocesos van ser els únics que van oferir resistència als francesos durant aquest període. Els colons asseguraren als francesos que ells eren americans i, per tant, amics dels francesos. A pesar de mostrar que ells eren americans, els francesos encara consideraven els nois novaescocesos com esclaus. Zachary Macauley va demandar els patiments que els havien ocasionat els francesos. Molts predicadors metodistes van declarar que era el judici de Déu contra els malvats opressors caucàsics. El resultat fou que Nathaniel Snowball i Luke Jordan van establir la seva pròpia colònia a la badia dels Pirates, per a viure-hi com a homes lliures i es van anomenar "Ezerlites".

## Rebel·lió del 1800
Els afroamericans de Sierra Leone es veien a ells mateixos com a uns negres lliures que havien de ser lliures de governar-se a si mateixos. Ells van refusar ser dominats pels oficials blancs i perquè molts havien sentit la ideologia dels seus propietaris d'esclaus americans, van refusar ser controlats i van demandar els seus "drets inalienables". A causa de l'hostilitat de la Companyia de Sierra Leone vers els colons novaescocesos, no van ser portats més afroamericans a Sierra Leone mitjançant els canals oficials.

## La vida a Sierra Leone
Els novaescocesos foren comerciants i professors d'escola a Sierra Leone; motls també eren missioners dels pobles indígenes. Els novaescocesos tenien les seves pròpies esglésies independents que es basaven en doctrines religioses tradicionals afroamericanes.

## Democràcia i rebel·lió
Els novaescocesos, primer eren negres lliures a Sierra Leone; ells tenien el dret de vot i podien elegir els seus propis líders. Richard Crankapone era un colon de la Town Marshall, de Settler Town. Després d'una revolta provocada per Robert Keeling i Scipio Channel, també es produïren més revoltes provocades per Lewis Kirby i Simon. Ishamel York i Stephen Peters també van donar suport a aquesta revolta. Els novaescocesos van negociar amb els cabdills Temme per a obtenir terres a la badia dels Pirates.

## Comerç
Els afroamericans novaescocesos de Sierra Leone eren comerciants excepcionals i les cases que van construir a Settler Town, que primer eren de fusta i arrels, van ser renovades en cases de pedra. Al mateix temps, els novaescocesos vivien a la part oriental de Freetown i els maroons jamaicans vivien a la part occidental de la mateixa ciutat. Aviat, de totes maneres, els maroons i els novaescocesos van esdevenir un únic grup ètnic fusionat i van ser llistats junts al cens com "Novaescocesos". Els maroons eren diferents, però van esdevenir un grup sòlid que van adoptar els valors i costums dels novaescocesos. Aquests van desplaçar els novaescocesos com uns dels principals comerciants de Sierra Leone als anys 20 del segle xix. Els comerciants novaescocesos, com Richard George, Cato Preston, Eli Ackim, William Easmon i John Kizell foren forçats a donar les seves causes a causa que les seves aventures comercials no van anar bé. Al cens del 1826, la meitat dels homes novaescocesos eren artesans. Al principi, la Companyia de Sierra Leone els permetia utilitzar els dòlars americans, i fins i tot se'ls va animar a retornar als Estats Units.

## Cultura
Els novaescocesos van fundar la lògia masònica de Sierra Leone. Feien nits de ball anomenades "Koonking", en les quals cantaven cançons importades dels Estats Units o originàries de Sierra Leone, en les quals satiritzaven els caucàsics. La majoria dels novaescocesos parlaven amb un dialecte del sud dels Estats Units. Els novaescocesos bevien molt alcohol. També eren comuns els afers extramatrimonials i molts tenien fills il·legítims;.

## La política britànica envers els afroamericans
Ja que els britànics no estaven contents amb l'experiència sobre els novaescocesos, no van promocionar cap més migració en massa d'afroamericans a Sierra Leone. Quan van arribar 82 afroamericans, els britànics no els van permetre assentar-se a Freetown. Aquests van negociar la possessió de terres aSherbro. A causa de les dures condicions de vida a Sherbro, aquests van migrar a Grain Coast; els afroamericans que el 1820 van canviar d'assentaments van ser els primers colons que anirien a Libèria. La Companyia de Sierra Leone no va promoure que més afroamericans anessin a Sierra Leone.

## Relacions amb els europeus
Molts missioners europeus, com Gustuvas Nylander i Melchior Rennel es van casar amb dones novaescoceses i els seus descendents són famílies prominents de l'actual capital. Molts mulats novaescocesos i els seus descendents van continuar casant-se amb els cercles de les elits.

## Etnicitat a Sierra Leone
Els novaescocesos van ser tractats com un grup ètnic separat en els censos d'entre el 1792 i el 1870. Aquests eren considerats novaescocesos negres o afroamericans fins que se'ls va llistar com criolls de Sierra Leone, en el cens del 1880. El terme novaescocès, a Freetown, era utilitzat per a parlar d'un negre americà.
Segons el cens del 1831 de Freetown, el 84% dels colons de nova Escòcia tenien africans de Sierra Leone coma aprenents i servents. Els descendents dels colons de Nova Escòcia i els Maroons, van formar l'Associació de descendents de novaescocesos i maroons, l'1 de gener de 1859.
Al cens del 1811, hi havia un total de 982 novaescocesos (188 homes, 295 dones i 499 nens). Segons el mateix cens hi havia un total de 807 marrons (165 homes, 195 dones i 447 nens).

## Religió
La majoria dels novaescocesos eren metodistes i una petita minoria eren baptistes. entre la meitat i els dos terços dels novaescocesos eren metodistes, que es van incorporar a les congregacions de Moses Wilkinson, Boston King i a la congregació anglicana de Joseph Leonard (obertament metodista).

## Relació amb els homes lliures africans
Els novaescocesos refusaven casar-se amb els africans lliures. L'hostilitat era deguda al fet que molts novaescocesos veien els africans com a incivilitzats i bàrbars. Alguns novaescocesos van viure en poblats africans.

## Relacions amb els indígenes de Sierra Leone
Molts novaescocesos van viure i cultivar en terres dels africans. La independència dels novaescocesos i la democràcia van provocar que hi hagués bones relacions entre els novaescocesos i els indígenes de Sierra Leone.

## Tornada als Estats Units
Molts colons van tornar a emigrar als Estats Units i al Canadà a causa dels desacords amb el govern colonial. Molts dels maroons jamaicans van tornar a Jamaica perquè desitjaven tornar a la seva terra.

## Censos i població
Al cens del 1811, hi havia 982 novaescocesos, però al 1850 només en quedaven 49. Molts descendents es van barrejar amb els descendents dels maroon. Segons el cens del 1860, només hi havia 22 novaescocesos a Sierra Leone Al mateix any només es comptabilitzaven 49 colons maroons.

## Relacions entre els novaescocesos negres i els afroamericans
Els fills dels novaescocesos es deien a si mateixos novaescocesos negres, però mantenien molts hàbits culturals dels afroamericans. Els afroamericans que van abandonar els Estats Units, no es van dir mai britànics negres o canadencs negres, malgrat que retenien la seva identitat afroamericana. La generació més antiga de colons novaescocesos eren afroamericans i tenien els trets culturals afroamericans que havien après a l'Amèrica del Nord. els descendents dels colons novaescocesos (que eren un petit percentatge dels criolls de Sierra Leone) eren propers tant als novaescocesos negres com als afroamericans.

## Notables novaescocesos
- Thomas Peters- Líder negre de Sierra Leone
- David George-predicador baptista afroamericà.
- Boston King- predicador metodista afroamericà
- Henry Washington-esclau del president George Washington
- McCormack Easmon - doctor preeminent crioll.